# Minimum-shift keying

Mappatura delle modifiche in fase continua

La minimum-shift keying, sigla MSK, nelle comunicazioni digitali è un tipo di modulazione di fase continua (CMP) facente parte della frequency-shift keying che fu sviluppata verso la fine del 1960. Simile alla OQPSK (Offset quadrature phase-shift keying), la modulazione MSK è codificata con bit alternati tra i componenti quaternari, con la componente Q ritardata dalla metà del periodo di simbolo. Tuttavia, invece di impulsi ad onda quadra come si usa nella modulazione OQPSK, la modulazione MSK codifica ogni bit tramite mezzo periodo di sinusoide. Ciò comporta un modulo di segnale costante, che riduce i problemi causati dalla distorsione non lineare. Oltre ad essere letta in relazione al modulazione OQPSK, la MSK può anche essere vista come un segnale modulato in  Continuous Phase Frequency Shift Keyed (CPFSK) con una frequenza di separazione di una metà del bit-rate.

## Rappresentazione matematica
Il segnale risultante è rappresentato dalla formula:
{\displaystyle s(t)=a_{I}(t)\cos {\left({\frac {{\pi }t}{2T}}\right)}\cos {(2{\pi }f_{c}t)}-a_{Q}(t)\sin {\left({\frac {{\pi }t}{2T}}\right)}\sin {\left(2{\pi }f_{c}t\right)}}
dove {\displaystyle a_{I}(t)} e {\displaystyle a_{Q}(t)} codificano l'informazione pari e dispari, rispettivamente, con una sequenza di impulsi quadrati di durata 2T. Utilizzando le identità trigonometriche, la formula può essere riscritta in modo da rendere la fase e la modulazione di frequenza più evidenti:
{\displaystyle s(t)=\cos[2\pi f_{c}t+b_{k}(t){\frac {\pi t}{2T}}+\phi _{k}]}
dove bk(t) è +1 quando {\displaystyle a_{I}(t)=a_{Q}(t)} e -1 se sono di segno opposto, e {\displaystyle \phi _{k}} risulta 0 se {\displaystyle a_{I}(t)} è uguale a 1, altrimenti risulta {\displaystyle \pi }.
Pertanto, il segnale viene modulato in frequenza e in fase, e la fase cambia in modo continuo e lineare. 

## Gaussian minimum-shift keying
La modulazione GMSK (o Gaussian minimum-shift keying) è una variante della modulazione MSK dove il flusso di dati digitali è inizialmente formato con un filtro gaussiano prima di essere applicato ad un modulatore di frequenza. Questo ha il vantaggio di ridurre la potenza della banda laterale, che a sua volta riduce l'interferenza fuori banda tra le portanti dei segnali dei canali adiacenti di frequenza. Ad ogni modo il filtro gaussiano aumenta la memoria di modulazione nel sistema e causa interferenze intersimboliche che rendono più difficile la discriminazione dei dati trasmessi che richiedono l'equalizzazione dei canali con algoritmi più complessi, come ad esempio un equalizzatore adattativo al ricevitore. La modulazione GMSK ha elevata efficienza spettrale, ma ha bisogno di un livello di potenza superiore alla modulazione QPSK al fine di trasmettere in modo affidabile la stessa quantità di dati (ha una probabilità d'errore più alta a parità di rapporto segnale/rumore). 
Questa modulazione è molto utilizzata nella telefonia mobile GSM.